# Kristus Konungen (kristendom)

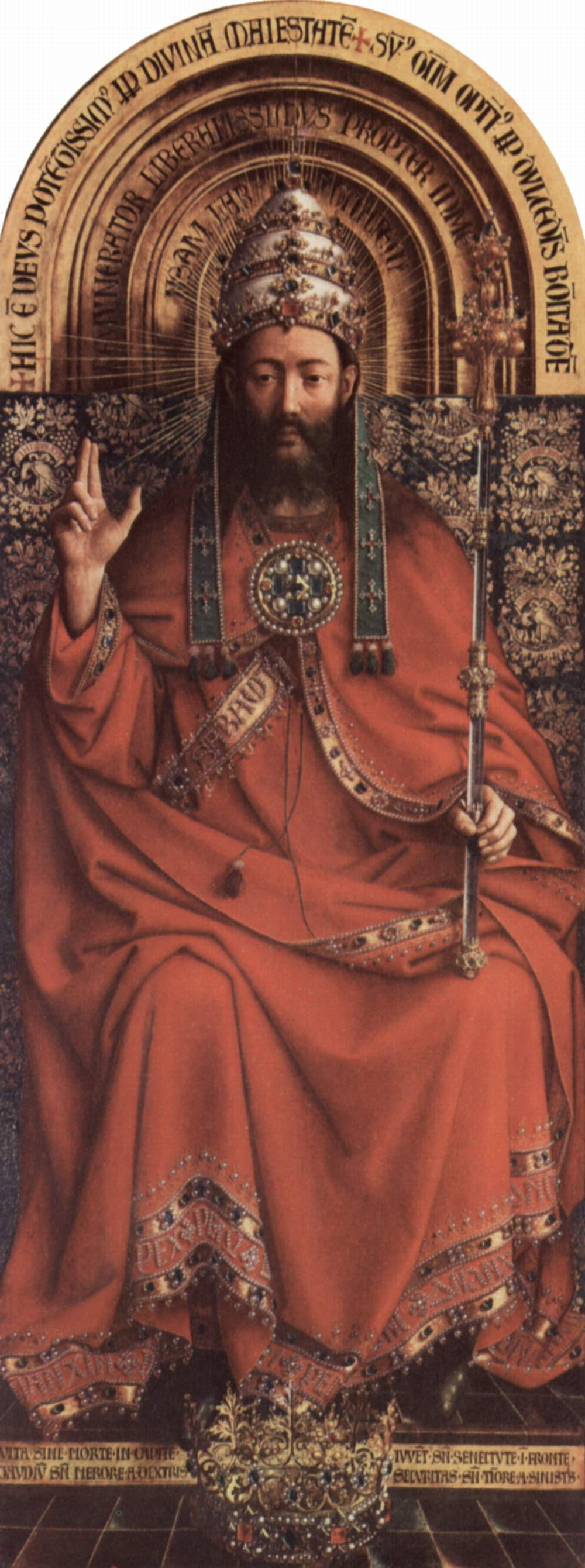
Kristus Konungen, Gentaltarets övre mittpannå. Konstnär: Jan van Eyck.

Kristus Konungen är en benämning på Jesus Kristus, som understryker hans världsherravälde, som en gång skall manifesteras vid hans återkomst i härlighet.